# Nicolae Dabija
Nicolae Dabija (Codreni, Cimișlia járás, 1948. július 15. – Chișinău, 2021. március 12.) román származású moldáv író, irodalomtörténész, politikus, a Román Akadémia tiszteleti és a Moldáv Tudományos Akadémia levelező tagja.

## Életpályája
1948-ban született a Cimișlia járásbeli Codreni községben egy román nemzetiségű, ortodox vallású családba. Nagyapja, Serafim Dabija archimandrita egyike volt azon jelentős egyházi személyeknek, akiket a szovjet hatóságok 1947-ben deportáltak a Gulagra. 1966-ban beiratkozott a Moldáv Állami Egyetem újságírói szakára, ahonnan harmadik évben „románbarát és szovjetellenes tevékenység” vádjával – egy évre – kizárták, de 1972-ben mégiscsak lediplomázott.
1986-tól a Moldáv Írószövetség (USM) által szerkesztett Irodalom és Művészet (Literatura şi Arta) című hetilap főszerkesztője volt, s ebben a minőségében jelentős szerepet játszott a román identitástudat újjáélesztésében. Az 1988–1989-es években az általa vezetett hetilap volt a legfontosabb kiadvány, amely támogatta a román nyelv latin betűs írásmódra való visszatérést, valamint a román nyelv hivatalossá tételét a Moldáv Szovjet Szocialista Köztársaságban (Moldáv SZSZK). A Ion Creangă Állami Tanárképző Egyetem román irodalom tanszékének oktatója, és a moldovai Nemzetközi Szabadegyetem Kommunikációtudományi Tanszékének vezető előadója is volt. 1989 és 1991 között tagja volt a Moldáv SZSZK Legfelsőbb Tanácsának, továbbá két alkalommal (1990–1994 és 1998–2001 között) parlamenti képviselői mandátumot szerzett. 2003-ban a Román Akadémia tiszteleti, majd 2012-ben a Moldáv Tudományos Akadémia levelező tagjává választották.
2021 márciusában koronavírus-fertőzéssel a chișinăui Sürgősségi Orvostudományi Intézetbe szállították, ahol kisidővel később, 72 évesen belehalt (március 12.) a fertőzés szövődményeibe.

## Munkássága
Több mint 80 verseskötet, esszé és újságcikk szerzője volt, melyek közül néhányat az Egyesült Államokban, Brazíliában, Franciaországban, Olaszországban és Oroszországban fordítottak le és adtak ki. 1975-ben jelent meg első verseskötete az Ochiul al treilea címmel, majd ezt követte az Apă neîncepută, a Zugravul anonim, az Aripă sub cămaşă és több más mű. A besszarábiai deportálásokról szóló 2009-es Házi feladat (Tema pentru acasă) című regényét [2018-ig!] nyolc kiadásban adták ki, több mint 60 000 példányban. Könyvét több nyelvre fordítottak le, köztük – 2019-ben az AB-ART Könyvkiadó gondozásában, Balázs Boróka fordításában – magyarra is.

## Díjai, kitüntetései
Munkásságát számos díjjal ismerték el, köztük a Moldáv Írószövetség (USM) Opera Omnia-díjával, valamint a Román Akadémia Mihai Eminescu-díjával (1995). 1996-ban megkapta hazája legmagasabb szintű állami kitüntetését, a Köztársasági Érdemrend lovagkeresztjét, 2000-ben pedig – a „figyelemre méltó költői munkájáért és a román szellemiség újjáélesztésében való részvételéért” – megkapta a Románia Csillaga érdemrend parancsnoki tagozata kitüntetést. 2014-ben – „a román kultúra, nyelv és szellemiség népszerűsítése iránti nagyrabecsülés jeleként” – a román államfőtől megkapta a román kulturális érdemrend tiszti fokozatát.

## Emlékezete
2023-ban a Cimislia Regionális Történeti, Néprajzi és Művészeti Múzeum területén Veaceslav Jiglițchi moldovai szobrász a költő mellszobrát állította fel.

## Művei
Művei kiadási év szerint:
- Ochiul al treilea (Chișinău, 1975 – verseskötet)
- Apă neîncepută (Chișinău, 1980)
- Povești de când Păsărel era mic (1980 – mese)
- Pe urmele lui Orfeu (Chișinău, 1983 – esszé)
- Alte povești de când Păsărel era mic (1984 – mese)
- Zugravul anonim (Chișinău, 1985)
- Aripă sub cămașă (1989)
- Domnia lui Ștefan cel Mare (1991 – mese)
- Moldova de peste Nistru – vechi pământ strămoșesc (1991 – esszé)
- Nasc și la Moldova oameni (1992 – mese)
- Dreptul la eroare (1993)
- Lacrima care vede (1994)
- Oul de piatră (1995)
- Libertatea are chipul lui Dumnezeu (Craiova, 1997 – esszé)
- Fotograful de fulgere (1998)
- Icoană spartă, Basarabia (Craiova, 1998 – esszé)
- Harta noastră care sângeră (1999 – esszé)
- Tăceri asurzitoare (2000)
- La est de vest (2001 – esszé)
- Vai de capul nostru! (2001 – esszé)
- În căutarea identității (2002 – esszé)
- Maraton printre gloanțe (Râmnicu Sărat, 2008)
- 101 poeme (Bukarest, 2009)
- Privighetori împăiate (Iași, 2009)
- Házi feladat (Iași, 2009 – regény)
- Poeme pentru totdeauna. Opera poetică (Iași, 2011)
- Drumul spre biserică (Chișinău, 2013 – esszé)
- Urma sârmei ghimpate (Râmnicul Sărat, 2013 – esszé)
- Nu vă îndrăgostiți primăvara! (Chișinău, 2013 – novella, az Irodalom és Művészet hasábján)
- Manifest de Unire (Bacău, 2013 – esszé)
- Tăceri tălmăcite-n cuvinte (Botoșani, 2014)

### Magyarul
- Házi feladat. Regény; ford. Balázs Boróka; AB-ART, Bp., 2019
- Az őrangyal; szerk. A. Túri Zsuzsa, ford. Sájter Laura; AB Art, Felsőnyárád, 2024